# Kozara
Kozara (en serbio: Козара) es una montaña en el oeste de Bosnia y Herzegovina, en la región de Bosanska Krajina, limitada por el río Sava al norte, el Vrbas al este, el Sana al sur y el Una al oeste. En su punto más alto mide 978 metros sobre el nivel del mar. En 1942 Kozara fue el sitio de la Ofensiva de Kozara, parte del Frente de Yugoslavia. Alrededor de la montaña se estableció el parque nacional Kozara.